# Albufera de Valencia
Albufera de Valencia är en lagun i Spanien.   Den ligger i provinsen Província de València och regionen Valencia, i den östra delen av landet, 300 km öster om huvudstaden Madrid. Arean är 21,1 kvadratkilometer.  Trakten runt Albufera de Valencia består till största delen av jordbruksmark.